# Reginbert de Reichenau
Reginberto o Reginbert de Reichenau ( siglo VIII - Reichenau, 9 de mayo de 847) fue un bibliotecario y autor de la Abadía de Reichenau.
Dirigió el scriptorium y fue bibliotecario de la Abadía de Reichenau, situada en la isla del mismo nombre del lago Constanza. Su inventario de libros entrados de 835 a 842 completa el catálogo de 821/822 que había compuesto posiblemente él mismo, y evidencia el progresivo aumento de hagiografías, obras devotas y textos para enseñanza, entre ellos poemas en viejo alto alemán. Seis manuscritos de Reichenau contienen un ex-libris estereotípico de Reginberto en prosa, en su mayor parte de su puño y letra; algunos se acompañan de algunos versos quizá compuestos por su alumno Walafrido Strabo. Quizá el mejor de sus trabajos es el códice de la Biblioteca de símbolos, que fue escrito en torno a 820. El famoso plano de la Abadía de Saint-Gall fue probablemente dibujado en 819 en el entorno de Reginberto de Reichenau.